# Флот «Аэрофлота»
Пассажирский парк «Аэрофлота» состоит из узкофюзеляжных и широкофюзеляжных самолётов шести семейств самолётов: Airbus A320, Airbus A321, Airbus A330, Airbus A350, Boeing 737 и Boeing 777. По состоянию на июль 2022 года в парке «Аэрофлота» зарегистрирован 181 пассажирский самолёт.

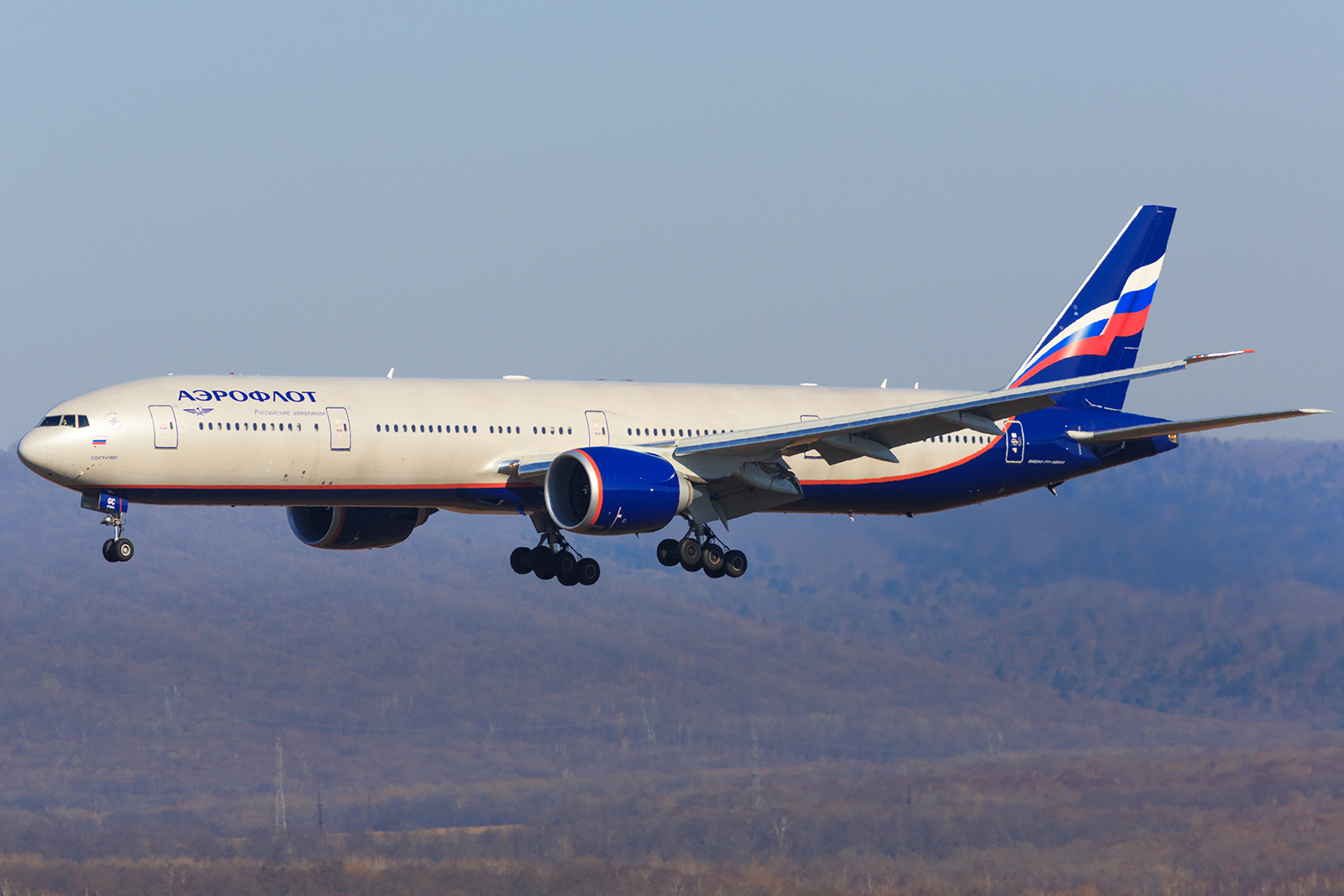
Boeing 777-300ER

На протяжении большей части своей истории парк Аэрофлота почти полностью состоял из самолётов советских производителей, таких как «Антонов», «Ильюшин» и «Туполев». После распада Советского Союза и последующего раздела авиакомпании Аэрофлот начал заменять свои старые советские самолёты современными западными и некоторыми российскими моделями нового поколения. Гендиректор «Аэрофлота» Виталий Савельев намерен обновить парк самолётов в соответствии с корпоративной стратегией, направленной на поддержание конкурентоспособности авиакомпании по сравнению с другими международными авиакомпаниями.

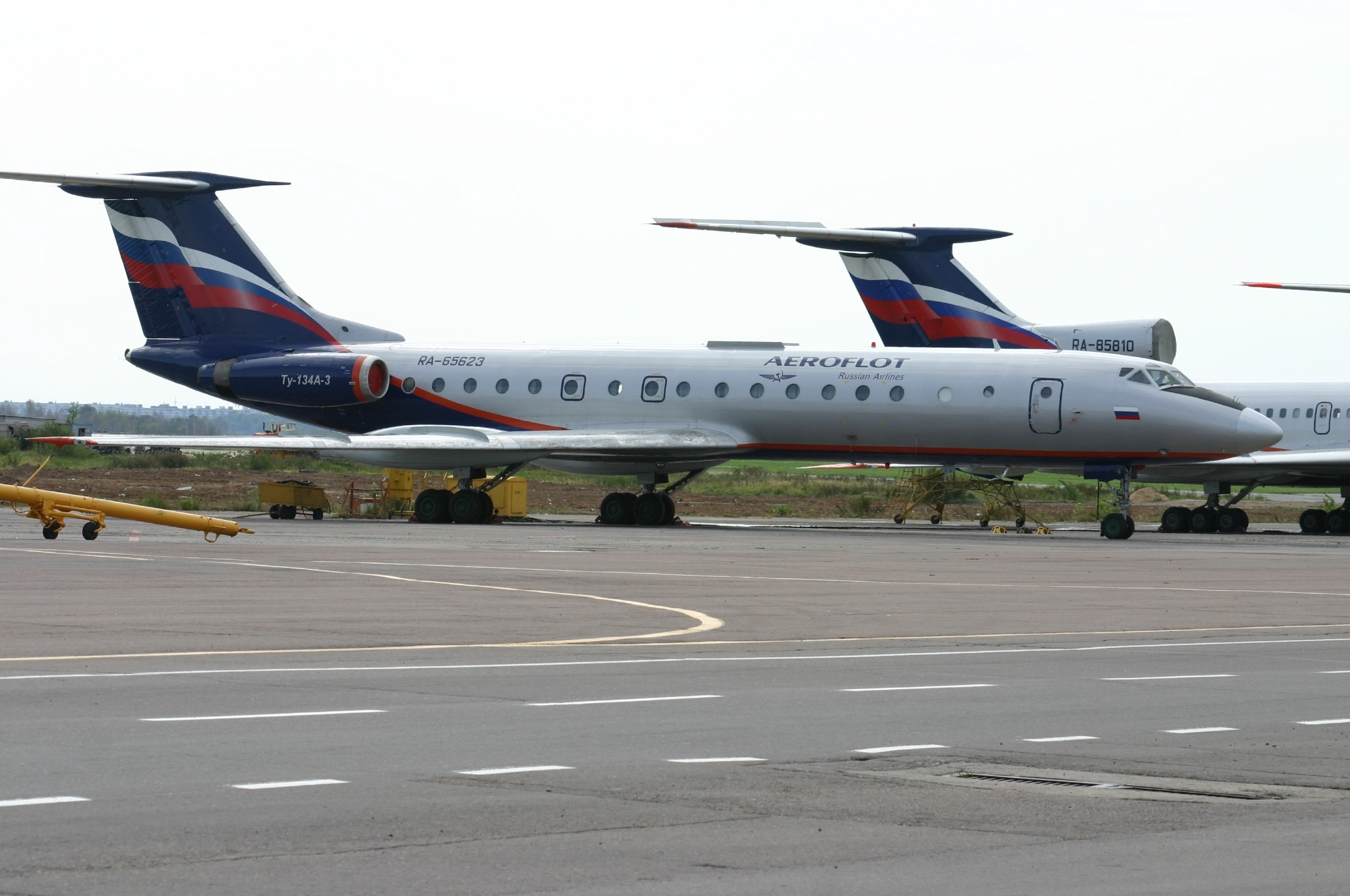
Ту-134 выведенный из эксплуатации в 2007 году.

## Современный флот
По состоянию на Март 2025 года, в «Аэрофлоте» эксплуатируются (или будут) следующие самолёты:
| Тип                | В эксплуатаци | Заказы | Вместимость | Вместимость | Вместимость | Вместимость | Заметки |
| Тип                | В эксплуатаци | Заказы | Б           | К           | Э           | Всего       | Заметки |
| ------------------ | ------------- | ------ | ----------- | ----------- | ----------- | ----------- | --- |
| Airbus A320-200    | 52            | —      | 20          | —           | 120         | 140         | Один в ретро ливрее 1950х годов. Один в ливрее SkyTeam. |
| Airbus A320-200    | 52            | —      | 8           | —           | 150         | 158         | Один в ретро ливрее 1950х годов. Один в ливрее SkyTeam. |
| Airbus A320neo     | 6             | —      | 12          | —           | 144         | 156         | Новый борт в авиапарке, эксплуатация с 2021 года |
| Airbus A321-200    | 33            | —      | 28          | —           | 142         | 170         | Один окрашен в спецливрею в честь 95-летия авиакомпании. |
| Airbus A321-200    | 33            | —      | 16          | —           | 167         | 183         | Один окрашен в спецливрею в честь 95-летия авиакомпании. |
| Airbus A321neo     | 3             | —      | 12          | —           | 184         | 196         | Новый борт в авиапарке, эксплуатация с 2020 года |
| Airbus A330-300    | 12            | —      | 28          | —           | 268         | 296         | |
| Airbus A330-300    | 12            | —      | 36          | —           | 265         | 301         | |
| Airbus A350-900    | 7             | 13     | 28          | 24          | 264         | 316         | Поставки изначально планировались до 2023 года. Поставки приостановлены в связи с санкциями ЕС против России. Готовыe, но непоставленные самолёты переданы в эксплуатацию в Турецкие авиалинии. |
| Boeing 737-800     | 37            | —      | 20          | —           | 138         | 158         | Один в ливрее SkyTeam. |
| Boeing 777-300ER   | 22            | —      | 30          | 48          | 324         | 402         | Один в ливрее SkyTeam. |
| Boeing 777-300ER   | 22            | —      | 28          | 24          | 375         | 427         | Один в ливрее SkyTeam. |
| Yakovlev MC-21-300 | —             | 266    | 16          | —           | 159         | 175         | Заказаны в авиакомпанию. Поставки ожидаются после сертификации данного типа ВС с 2025(26) года в дочернюю авиакомпанию Россия.                                                                  |
| Total              | 172           | 408    |             |             |             |             | |

## Выведенные из эксплуатации
| Тип                      | Введенные в эксплуатацию. | Выведенные из эксплуатации | Заметки                                                                          |
| ------------------------ | ------------------------- | -------------------------- | -------------------------------------------------------------------------------- |
| Airbus A310              | 1992                      | 2006                       | Один из них разбился в Катастрофе под Междуреченском.                            |
| Airbus A319-100          | 2003                      | 2017                       |                                                                                  |
| Airbus A330-200          | 2002                      | 2012                       | Один из бортов передан в Сербские авиалинии.                                     |
| Antonov An-2             | 1948                      | 1976                       |                                                                                  |
| Antonov An-10            | 1959                      | 1973                       |                                                                                  |
| Antonov An-24            | 1962                      | 2001                       |                                                                                  |
| Antonov An-124           | 1980                      | 2000                       | Грузовые самолёты                                                                |
| Boeing 737-300SF         | 2008                      | 2008                       | Грузовые самолёты                                                                |
| Boeing 737-400           | 1998                      | 2005                       |                                                                                  |
| Boeing 767-300ER         | 1994                      | 2015                       | [ 10 ] [ 11 ]                                                                    |
| Boeing 767-300ERF        | 1994                      | 2012                       | Грузовые самолёты                                                                |
| Boeing 777-200ER         | 1998                      | 2005                       |                                                                                  |
| Ilyushin Il-12           | 1947                      | 1970                       |                                                                                  |
| Ilyushin Il-14           | 1954                      | 1965                       |                                                                                  |
| Ilyushin Il-18           | 1958                      | 1976                       |                                                                                  |
| Ilyushin Il-62           | 1967                      | 2002                       |                                                                                  |
| Ilyushin Il-76           | 1979                      | 2004                       | Грузовые самолёты                                                                |
| Ilyushin Il-86           | 1980                      | 2006                       | :67                                                                              |
| Ilyushin Il-96-300       | 1993                      | 2014                       |                                                                                  |
| McDonnell Douglas DC-10F | 1995                      | 2009                       | Грузовые самолёты                                                                |
| McDonnell Douglas MD-11F | 2008                      | 2013                       | Грузовые самолёты                                                                |
| Sukhoi Superjet 100      | 2013                      | 2022                       | Переданы в авиакомпанию Россия. Один из них разбился в Катастрофе в Шереметьево. |
| Tupolev Tu-104           | 1956                      | 1979                       |                                                                                  |
| Tupolev Tu-114           | 1961                      | 1976                       |                                                                                  |
| Tupolev Tu-124           | 1962                      | 1980                       |                                                                                  |
| Tupolev Tu-134           | 1967                      | 2007                       |                                                                                  |
| Tupolev Tu-144           | 1977                      | 1978                       |                                                                                  |
| Tupolev Tu-154           | 1968                      | 2009                       |                                                                                  |
| Tupolev Tu-204           | 1990                      | 2005                       |                                                                                  |
| Yakovlev Yak-40          | 1966                      | 1995                       |                                                                                  |
| Yakovlev Yak-42          | 1980                      | 2000                       |                                                                                  |

## История и последние события
В советское время почти все авиалайнеры Аэрофлота были построены советскими производителями. В 1940-х и начале 1950-х годов основным самолётом был Лисунов Ли-2 — лицензионная версия Дугласа DC-3 . Первый экземпляр, выпущенный в Советском Союзе, был завершен в 1939 году. DC-3, модифицированные установкой двигателей советского производства, получившие название ПС-84, также использовались позже. На смену Ли-2 придут Ил-12, поступивший на вооружение в 1947 году, и Ил-14, поступивший на вооружение в 1954 году. Аэрофлот также эксплуатировал тысячи бипланов взлета и посадки Ан-2 (первый полет состоялся в 1947 году) в пассажирских и грузовых целях. Ан-2 оставался на вооружении до 1980-х годов.

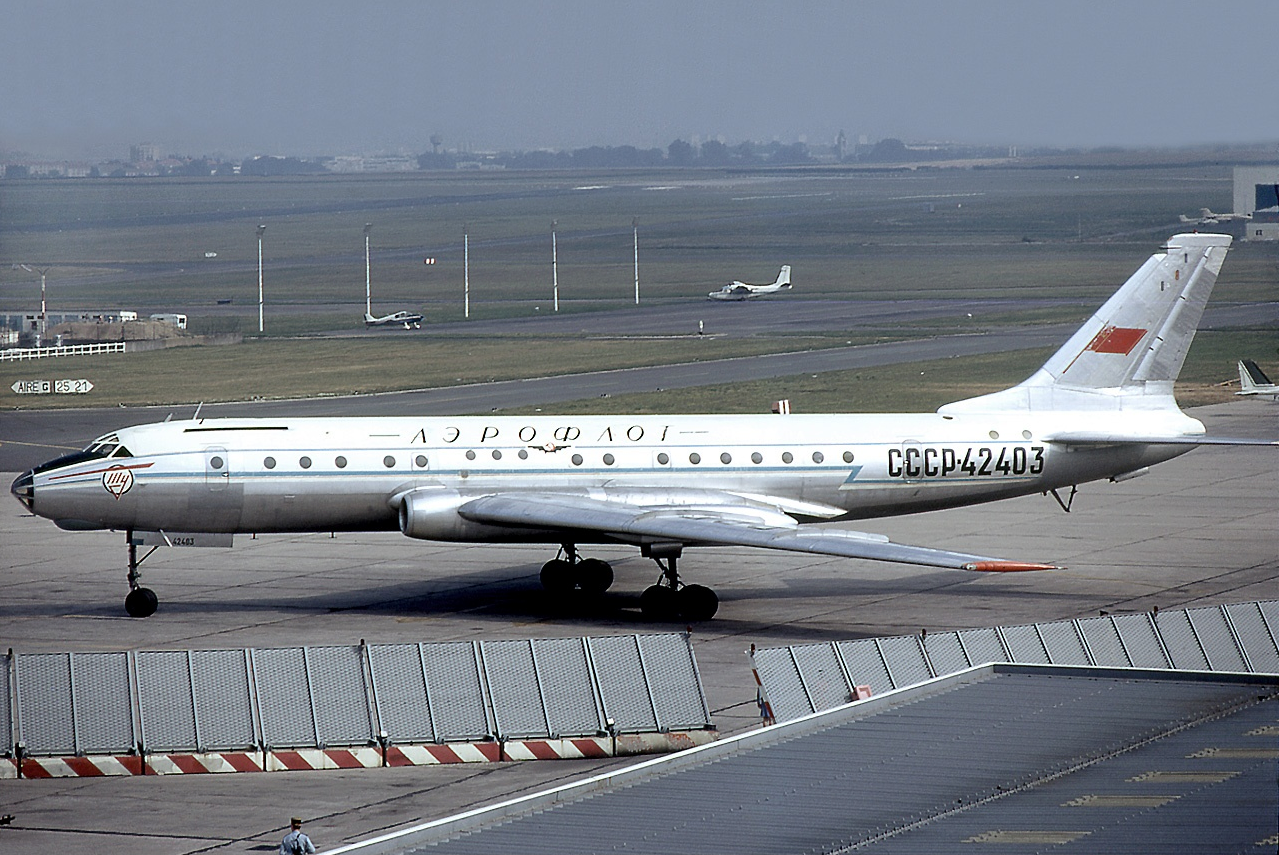
Самолет Ту-104 Аэрофлота в аэропорту Ле Бурже, 1974 год.

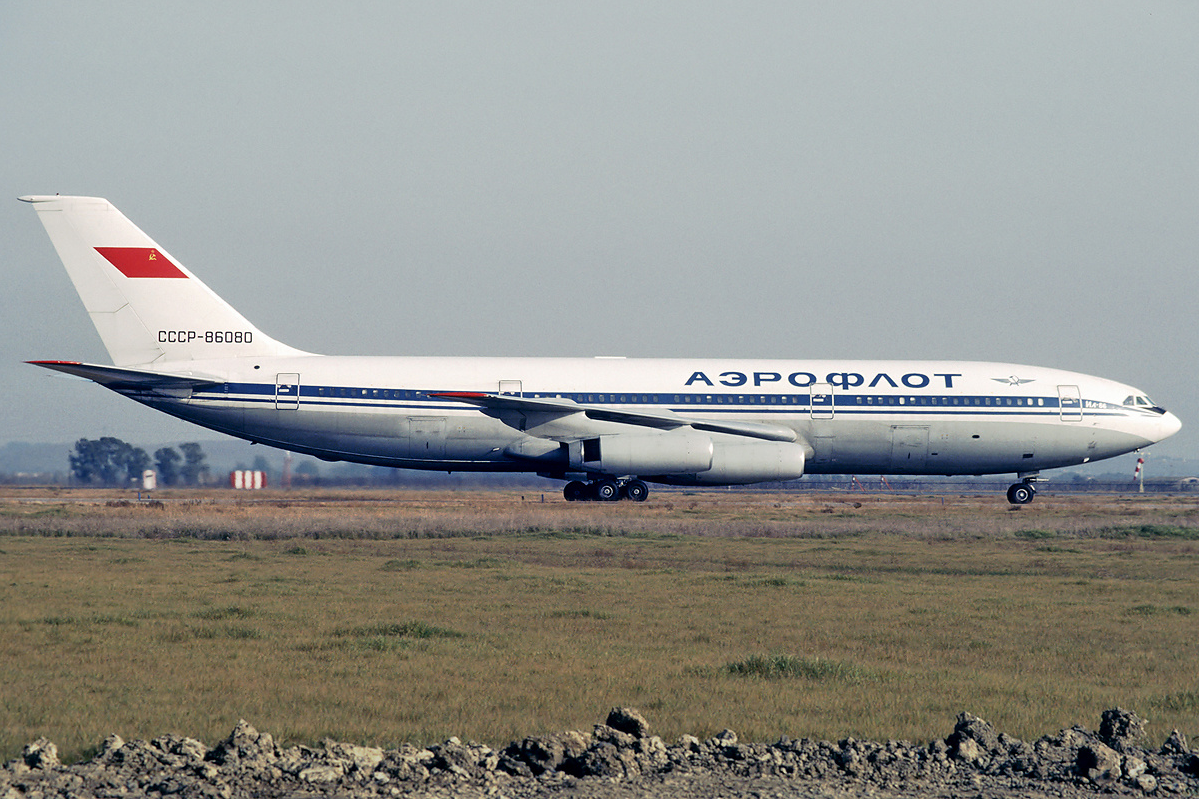
Самолет Ил-86 Аэрофлота в аэропорту Фьюмичино, 1992 год.

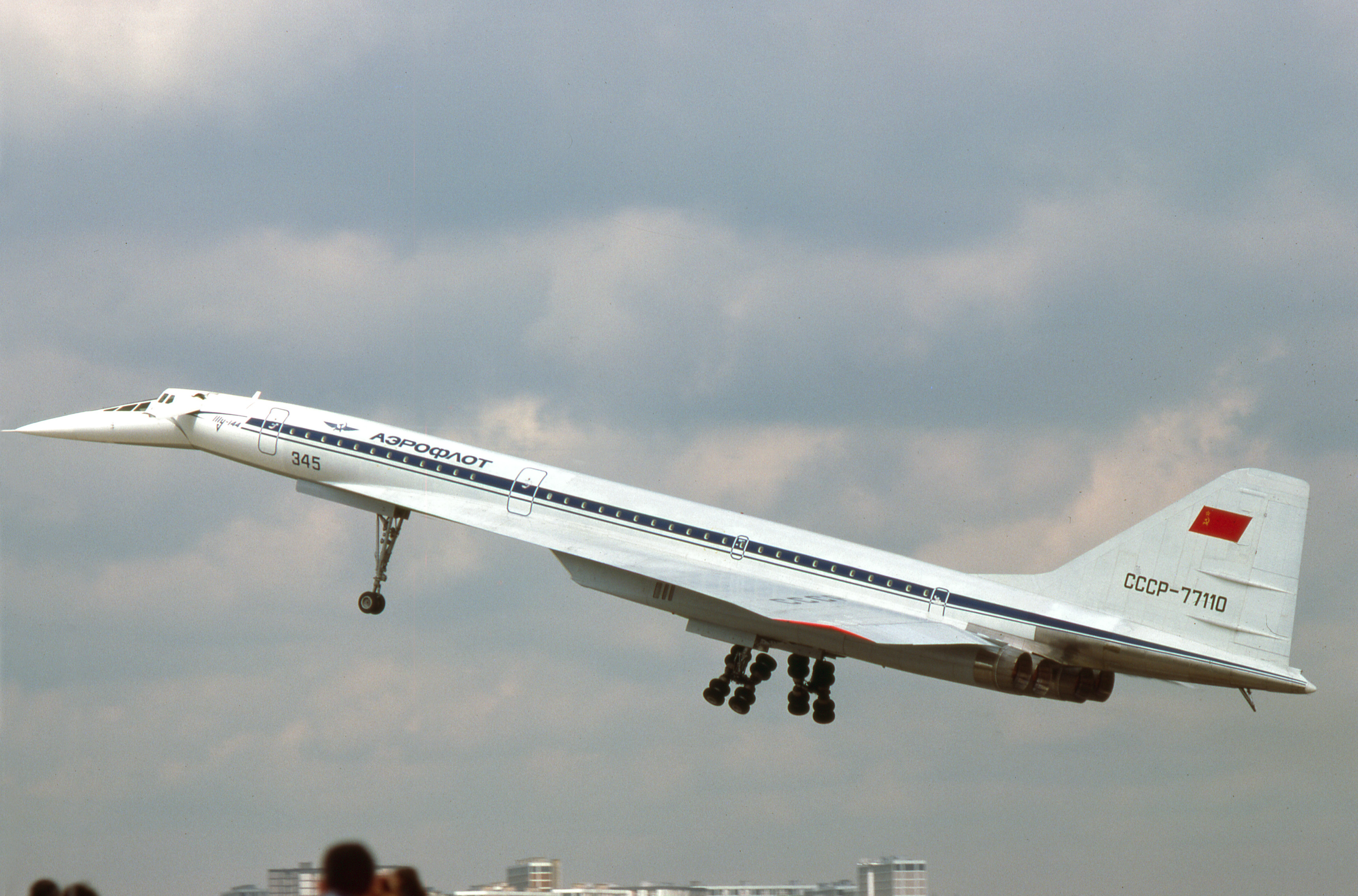
Ту-144 Аэрофлота.

Аэрофлот начал эксплуатировать Ту-104, как сообщается, под названием «Серебряная стрела», к июнь 1956, по крайней мере, три из которых будут эксплуатироваться между Москвой и Дальним Востоком России. . Ту-104 был первым реактивным авиалайнером СССР. :615Первыми двумя маршрутами, на которых он был развернут, были трасса Москва — Иркутск и Москва — Якутск ; в сентябрь 1956 маршрут Москва — Тифлис стал третьим регулярным рейсом, выполненным на этом самолёте. Аналогично, Москва — Прага стала первым международным маршрутом, обслуживаемым «Серебряной стрелой».
В 1962 году Аэрофлот начал эксплуатировать на региональных маршрутах Ту-124 — уменьшенную версию Ту-104. Позже их заменили Ту-134, поступившие на вооружение в 1967 году. Ту-114, первоначально использовавшийся для перевозки советских лидеров и некогда крупнейший ' мире коммерческий самолёт, поступил на вооружение апрель 24, 1961 . на маршруте Москва — Хабаровск . Он также обслуживал международные маршруты, такие как Москва]] в Токио совместно с Japan Airlines, а также маршрут Москва — Гавана, который начался январь 7, 1963 — самый продолжительный беспосадочный рейс авиакомпании на тот момент. Первый дальнемагистральный четырёхмоторный авиалайнер Ил-62 поступил на вооружение Аэрофлота в 1967 году, совершив первый рейс из Москвы в Монреаль 15 сентября. В 1972 году его дополнил среднемагистральный Ту-154 . Этот самолёт является самым популярным российским авиалайнером, выпущено более 1000 экземпляров. Вариант Ту-154М был поставлен Аэрофлоту в 1984 году
Аэрофлот начал эксплуатировать сверхзвуковые Ту-144 на грузовых перевозках в 1975 году ноябрь 1, 1977, самолёт находился на длинном маршруте Москва-Домодедово — Алма-Ата на регулярной основе, однако в май 1978 эти рейсы были прекращены . В том же месяце самолёт этого типа был списан после вынужденной посадки из-за сбоя в электросети, что привело к прекращению политической поддержки проекта и прекращению производства. Несмотря на официальные версии о бессрочной приостановке сверхзвуковых полетов на территории Советского Союза, в июнь 1979 модернизированная версия самолёта была отправлена на испытательный полет между Москвой и Хабаровском., и 3750-миль (6040 км) длинный маршрут позже был покрыт регулярными рейсами; это не был беспосадочный полет, поскольку самолёту пришлось сделать остановку для дозаправки, поскольку двигатели потребляли больше топлива, чем ожидалось.
Первый полет в март 1975, 120-местный Як-42 поступил на вооружение Аэрофлота в 1980 году 350-местный Ил-86, первый широкофюзеляжный самолёт российского производства, совершил свой первый полет в декабрь 1976 ., и вошел в регулярные рейсы перевозчика на рейсе Москва-Внуково — Ташкент в 1981 году [note 1] К концу 2006 года самолёт был снят с производства

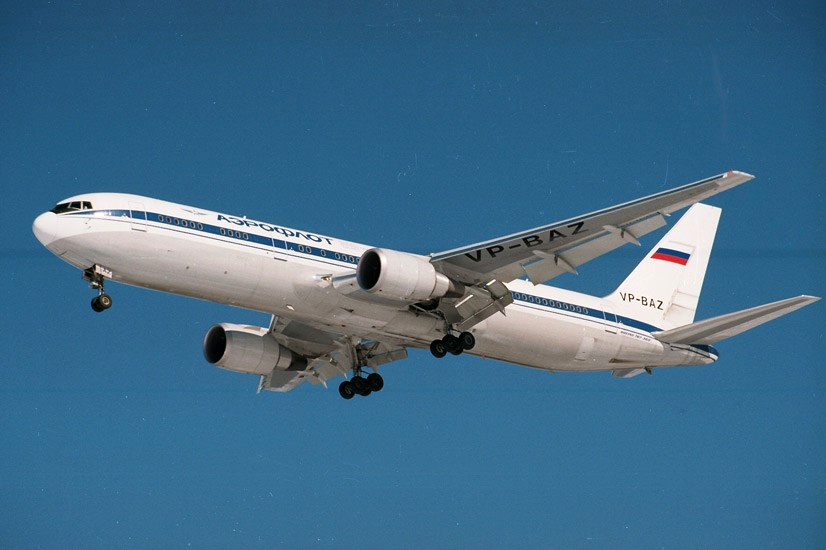
Боинг 767-300ER Аэрофлота в ретро-ливрее на коротком финале в аэропорту Шереметьево в 2001 году.

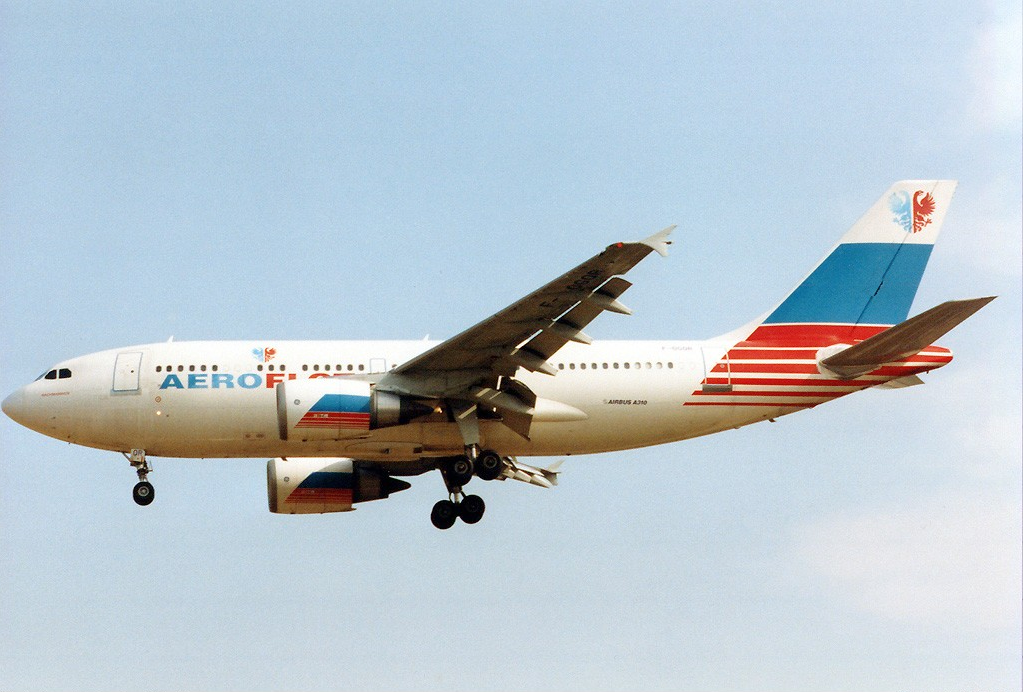
Здесь виден Airbus A310-300 во время короткого финала в лондонском аэропорту Хитроу в.

Первый самолёт западного производства Airbus A310 был принят в состав флота в 1992 году. Это событие также сделало Аэрофлот первым российским заказчиком Airbus . Первый образец Ил-96, который также был первым советским электродистанционным самолётом, совершил свой первый полет в 1988 году и был сертифицирован в декабрь 1992 . ; первый Ил-96-300 Аэрофлота поступил в парк в 1993 году, и первоначально был развернут на маршруте Москва — Нью-Йорк в июль того же года. :50Ожидается одобрение пакета финансирования Эксимбанка, контракт на сумму 1,5 долларов США В июнь 1995 было подписано соглашение о приобретении двадцати Ил-96, в том числе десяти грузовых Ил-96Т и десяти Ил-96М, которые первоначально планировалось поставить в период с 1996 по 1999 год. . Эксимбанк одобрил кредит в начале 1996 года Boeing возражал против сделки, но позже спор был урегулирован после заказа Аэрофлотом десяти самолетов Boeing 737-400, размещенного в апрель 1997 по сделке на сумму 440 долларов США миллионов — которым правительство РФ предоставило освобождение от налогов; тем не менее, финансирование было снова заблокировано, когда четыре самолета Boeing 767-300ER, также заказанные Аэрофлотом, не были включены в предоставленное освобождение. Позднее эти четыре самолёта также были освобождены от уплаты таможенных пошлин. Первый из этих самолётов Boeing 767-300ER начал эксплуатацию в август 1999 ; В май того же года авиакомпания получила первый Боинг 737-400.
С 1998 по 2005 год «Аэрофлот» арендовал два Боинга 777, используя этот тип на маршрутах в США.
Ситуация достигла апогея в сентябре 2006 года, когда совет директоров Аэрофлота собрался для голосования по контракту с Boeing. Это совпало с введением США санкций против различных российских компаний (в том числе крупного производителя самолётов Сухого) за предполагаемые поставки Ирану в нарушение американского Закона о нераспространении Ирана от 2000 года, а также с покупкой российским государственным Внешторгбанком 5 % акций EADS ., корпорация, стоящая за Airbus. Представители государства в совете директоров воздержались при голосовании, и последовал новый раунд лоббирования: российские источники новостей сообщили об усилиях Аэрофлота успокоить государство, предложив заказать 22 Boeing 787 и 22 Airbus 350, что фактически удвоило его парк дальнемагистральных самолётов. Банкир Александр Лебедев, стоящий за Национальной резервной корпорацией, договорился с Boeing о продлении срока, используя деньги своей корпорации.

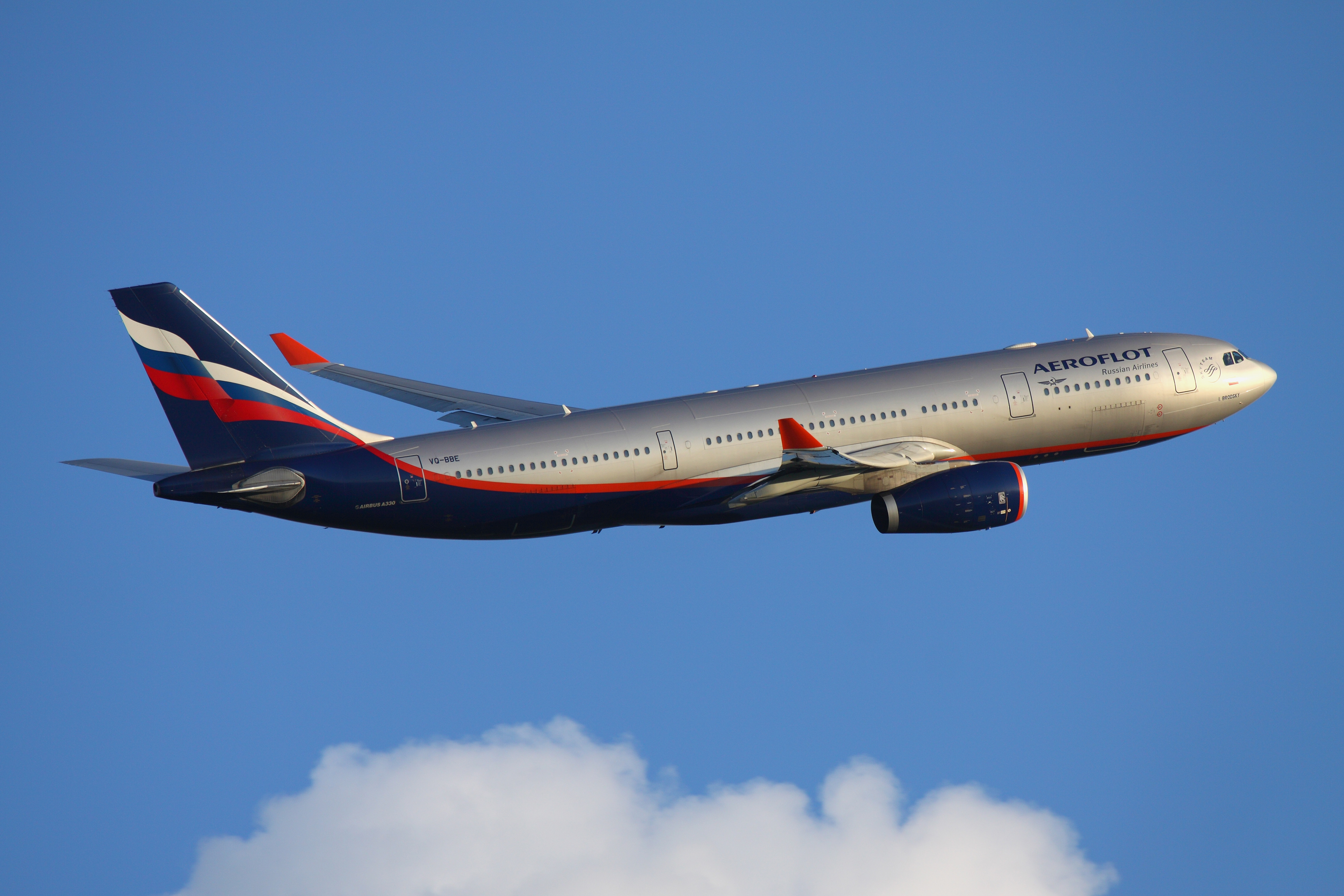
Airbus A330-200 вылетает из аэропорта Шереметьево в 2011 году.

В март 2007, Аэрофлот подписал меморандум о взаимопонимании с Airbus на приобретение 22 самолетов Airbus A350 XWB и 10 самолетов Airbus A330-200 . Сделка по A350 XWB была официально оформлена в конце того же года на сумму 3,1 долларов США миллиард. Передача первого A350 XWB должна была состояться в 2015 году. Поставка была отложена на три года, первый самолёт поступил в парк в 2018 году Контракт на приобретение 22 самолетов Boeing 787 Dreamliner подписан в июнь 2007, предположительно состоит из самолётов Boeing 787-8, поставки которых начнутся в 2014 году; В сентябрь того же года компания Boeing официально объявила, что Аэрофлот разместил заказ на эти самолёты в рамках сделки стоимостью 3,6 долларов США миллиард. Заказ Airbus A330 был разделен на пять самолётов A330-200 и пять самолётов A330-300, которые должны были поступить в операционную аренду начиная с конца 2008 года. Первый Airbus A330 поступил в парк в конце 2008 года; Это был А330-200, первоначально введенный в эксплуатацию на маршруте Москва — Санкт-Петербург. Петербургский маршрут для тестирования. Несмотря на то, что изначально А330 были предназначены для обеспечения временной мощности перед прибытием ранее заказанных компанией Airbus A350 и Boeing 787, этот тип постепенно был включен в парк самолётов на долгосрочной основе. Во время Парижского авиасалона 2015 года Аэрофлот отменил заказ Dreamliner.

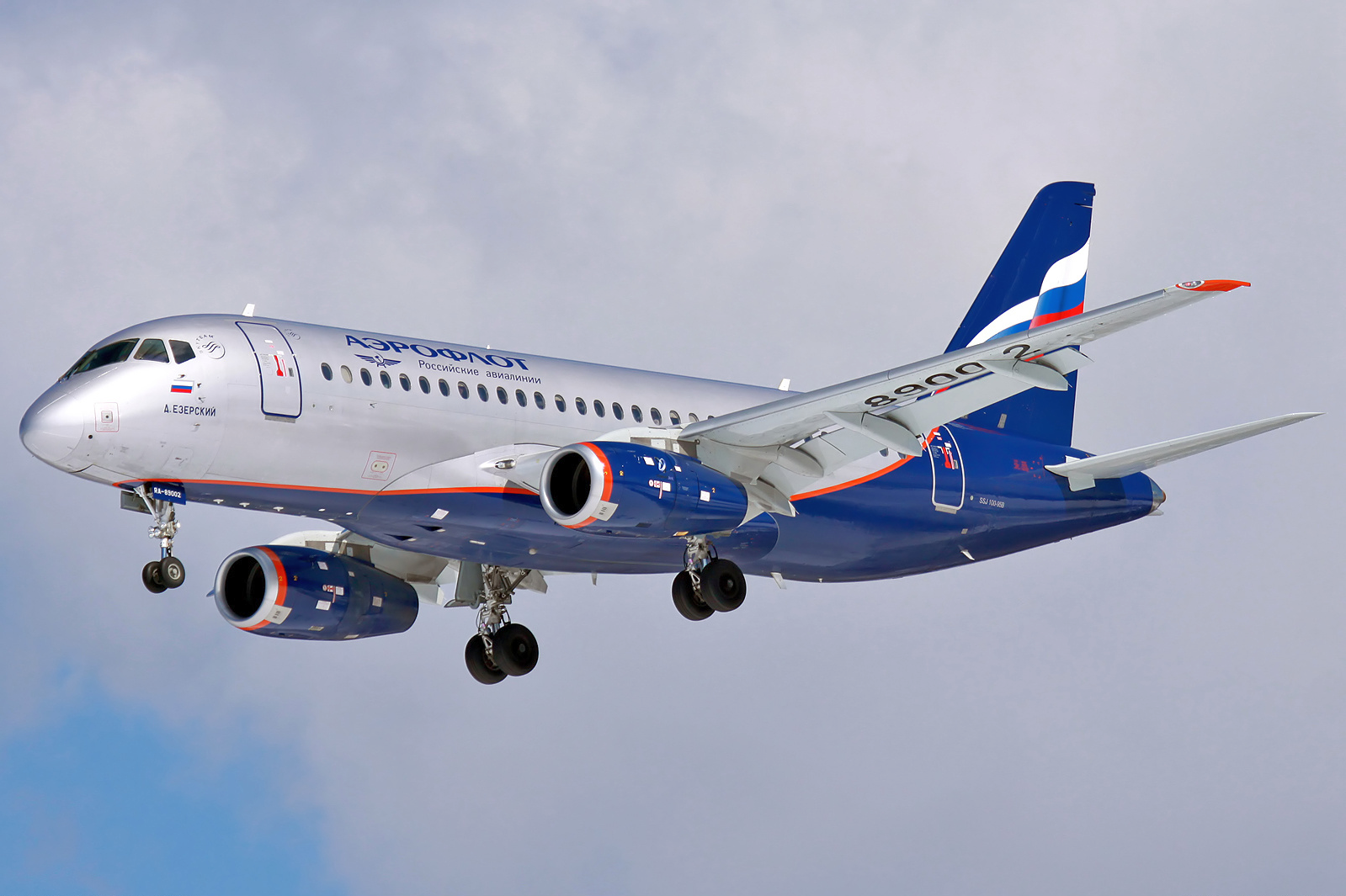
Самолет Sukhoi Superjet 100 Аэрофлота в аэропорту Шереметьево в 2013 году.

В май 2007 Finnair объявила о продаже двух последних принадлежащих ей самолетов McDonnell Douglas MD-11 Аэрофлоту, которые стали частью грузового парка российской авиакомпании в 2008 и 2009 годах 31 декабря 2007 года Аэрофлот списал последний Ту-134 после 40 лет эксплуатации; Последний рейс выполнялся по маршруту Калининград — Москва. Аэрофлот был вынужден вывести эти самолёты из эксплуатации из-за ограничений по шуму. К тому времени парк этого типа составлял четырнадцать Ту-134; их предложили на продажу дочерним компаниям. Списание последнего Ту-154 произошло 14 января 2010 года, после 40 лет службы; последним рейсом этого типа был Екатеринбург — Москва, состоявшийся 31 декабря 2009 г.
В сентябре 2005 года компания приостановила прямые рейсы между Москвой и Сиэтлом .
В 2005 году Аэрофлот заказал 30 самолётов Sukhoi Superjet 100 по 98 мест в одном классе. Позже авиакомпания решила модернизировать авионику (FMS и метеорологический радар) и изменить конфигурацию самолёта, чтобы иметь 87 мест в двух классах с дополнительным местом для бортпроводников, туалетом и камбузом. Чтобы избежать задержек с доставкой, первые 10 SSJ100 были поставлены в исходной «лёгкой» спецификации; последующие самолёты были обновлены («полные»).
В первой половине 2014 года «Сухой» начал заменять «лёгкие» самолёты «Аэрофлота» на «полноценные». Последняя «полная» версия была выпущена в июне 2014 года; «Легкие» самолёты эксплуатируются и другими российскими авиакомпаниями.

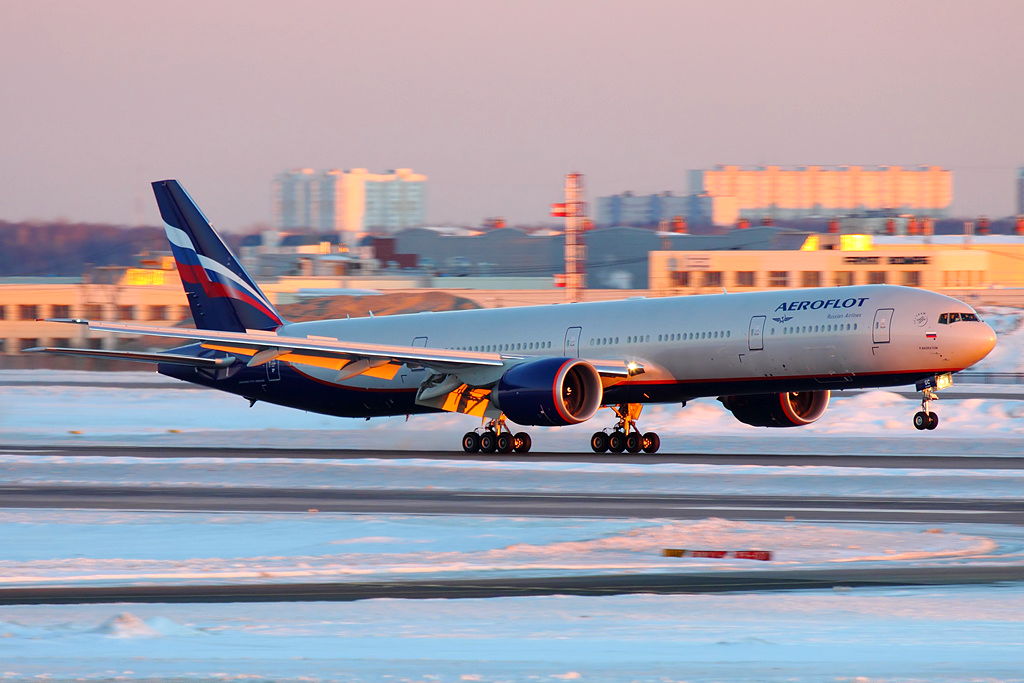
Боинг 777-300ER Аэрофлота приземляется в аэропорту Шереметьево в 2013 году. Впервые этот тип был заказан в 2011 году.

В июль 2010 Аэрофлот объявил о новом заказе на А330 во время авиашоу в Фарнборо, на этот раз на 11 А330-300. Также в июль 2010 Премьер-министр России Владимир Путин оказывал давление на Аэрофлот, чтобы тот закупал самолёты российского производства для будущего расширения и обновления парка. 1 сентября 2010 года Аэрофлот объявил, что к 2020 году планирует заказать в общей сложности 126 самолётов российского производства. Будут закуплены самолёты «Иркут МС-21», «Sukhoi Superjet 100», «Ан-140» и «Ан-148» . Самолёты будут использоваться для замены парка «Аэрофлота», а также шести других авиакомпаний, подконтрольных «Аэрофлоту». В февраль 2011 перевозчик заказал восемь самолётов Boeing 777-300ER; Позже в том же году заказ был увеличен до шестнадцати самолётов. Аэрофлот стал вторым в мире эксплуатантом Sukhoi Superjet 100, когда в июнь 2011 компания Sukhoi поставила компании первый самолёт этого типа. . Первый Boeing 777-300ER был передан авиакомпании 30 января 2013 года. После поставки планировалось развернуть самолёт на маршруте Москва — Бангкок, однако проблемы с сертификацией отложили реализацию этих планов на несколько дней, поскольку разрешение на эксплуатацию самолёта было получено через несколько дней. В дополнение к действующему твёрдому контракту на поставку 30 самолётов Sukhoi Superjet 100 Аэрофлот подписал письмо о намерениях на приобретение ещё 20 самолётов, о чём было объявлено в 2015 году
В июль 2013 Аэрофлот вывел из эксплуатации три грузовых самолёта McDonnell Douglas MD-11., сославшись на то, что их деятельность больше не приносит прибыли.
В 2015 году компания пополнила свой парк тремя самолётами Boeing 777-300ER, шестью самолётами 737-800 и четырьмя самолётами Sukhoi Superjet; и списал пять самолётов Ил-96. Во время Парижского авиасалона 2015 года Аэрофлот отменил заказ на 22 самолета Boeing 787 Dreamliner . В середине 2016 года было объявлено о сделке по аренде ещё 10 самолётов Sukhoi Superjet. В ноябре 2016 года Аэрофлот аннулировал восемь Airbus A350-800 из заказа, включая эти самолёты и 14 A350-900, а также объявил, что отмененный заказ на Boeing 787 будет передан дочерней компании Ростеха Avia Capital Services .
Аэрофлот получил заказ на 20 самолётов Sukhoi Superjet 100 в июле 2017 года во время авиасалона МАКС . Месяц спустя авиалайнер утвердил планы по приобретению дополнительных шести новых Boeing 777-300ER, чтобы значительно расширить возможности своего парка на дальнемагистральных рейсах, при этом поставки самолётов запланированы со 2-го квартала 2018 года по 1-й квартал 2019 года. Далее следует ещё один заказ на 100 самолётов Sukhoi Superjet 100, сделанный 10 сентября 2018 г. Помимо заказов, в октябре 2019 года Аэрофлот приступил к выводу из эксплуатации самолётов Airbus A330 в ожидании ввода в эксплуатацию самолётов Airbus A350 . Спустя несколько месяцев «Аэрофлот» принял свой первый А350 XWB, став первой авиакомпанией в СНГ и Восточной Европе, сделавшей это.
Из-за санкций в результате вторжения в Украину в 2022 году лизинговые компании, такие как AerCap, Avolon и BOC Aviation, прекратили аренду парка Аэрофлота и попытались вернуть себе его парк. Вице-президент ACC Aviation Виктор Берта заявил, что «возврат самолёта во владение может оказаться сложной задачей, особенно если российские авиационные власти и авиакомпании не будут сотрудничать с арендодателями».
По состоянию на июль 2022 года Аэрофлот прекратил эксплуатацию собственных самолетов Sukhoi Superjet 100, поскольку все они постепенно были переданы дочерней авиакомпании «Россия» .

## Рекомендации
- Текущий парк Аэрофлота

1. ↑  Aircraft Fleet. Aeroflot. Дата обращения: 8 февраля 2023. Архивировано 10 февраля 2022 года.
2. ↑  Karnozov, Vladimir. Aeroflot Inducts A350 While Pledging to Take Indigenous Jets (англ.). Aviation International News. Дата обращения: 7 марта 2020. Архивировано 6 марта 2020 года.
3. ↑  Liu, Jim. Aeroflot schedules A321neo Dubai al Maktoum service in Oct 2020. routesonline.com (18 февраля 2020). Дата обращения: 8 октября 2023. Архивировано 5 января 2023 года.
4. ↑  Liu, Jim (19 июня 2019). Aeroflot outlines A350 long-haul service in S20. Routesonline. Архивировано 2 сентября 2019. Дата обращения: 19 июня 2019.
5. ↑  News App. www.aeroflot.ru. Дата обращения: 5 декабря 2023. Архивировано 1 мая 2023 года.
6. ↑  "Аэрофлот" получит первые МС-21 в конце 2018 года. ТАСС. Дата обращения: 11 июня 2016. Архивировано 17 августа 2016 года.
7. ↑  Moore, Victoria (23 марта 2007). Aeroflot to acquire 22 A350XWBs and 10 A330s. London: Flightglobal. Flight International. Архивировано из оригинала 23 мая 2013.
8. ↑  Aeroflot Fleet of A310 (History) | Airfleets aviation. www.airfleets.net. Дата обращения: 8 июля 2022. Архивировано 22 ноября 2021 года.
9. ↑  Kaminski-Morrow, David. Aeroflot offers 777s and A330s as part of 43-jet remarketing. FlightGlobal (26 июня 2015). Дата обращения: 22 июня 2023. Архивировано 22 июня 2023 года.
10. ↑  Yeo, Ghim-Lay. SINGAPORE 2010: Ameco Beijing signs MRO contracts with United and Aeroflot (англ.). Flight Global (3 февраля 2010). — «The MRO firm also signed a contract to provide C-checks on Aeroflot's four Boeing 767-300ER aircraft.» Дата обращения: 7 марта 2020. Архивировано 21 декабря 2014 года.
11. ↑  Aeroflot Fleet of B767 (History) | Airfleets aviation. www.airfleets.net. Дата обращения: 7 марта 2020. Архивировано 8 ноября 2019 года.
12. ↑  Commercial aircraft of the world—Soviet/Eastern Europe manufacturers – Aviaexport (page 62). Flight International: 62, 67. 12 октября 1985. Архивировано из оригинала 23 мая 2013.
13. ↑  Commercial aircraft of the world—Aviaexport (page 67). Flight International. Архивировано из оригинала 23 мая 2013.
14. ↑  Straus, Brian (26 октября 2006). Aeroflot fleet renewal continues with end of IL-86s, lease of A321s. Air Transport World. Архивировано 6 июня 2012.
15. 1 2  Russian carriers may lease 737s. Flight International. 16-22 June 1993. Архивировано 23 мая 2013.{{cite journal}}:  Википедия:Обслуживание CS1 (формат даты) (ссылка)
16. ↑  The last flight of the IL-96-300 with Aeroflot. Moscow, Sheremetyevo Airport. OJSC "Ilyushin Aviation Complex (30 марта 2014). Дата обращения: 2 марта 2015. Архивировано 23 июля 2018 года.
17. ↑  Источник (Press release). Архивировано из оригинала 24 июля 2013. Дата обращения: 8 октября 2023.
18. 1 2  Borodina, Polina (23 июля 2013). Aeroflot ends MD-11 freighter operations. Air Transport World. Архивировано 26 сентября 2013.
19. ↑  Tupolev TU-124 by Tupolev OKB. ASAP Aerospace. Дата обращения: 8 февраля 2017. Архивировано 11 февраля 2017 года.
20. 1 2  Other News – 02/16/2007. Air Transport World. 19 февраля 2007. Архивировано из оригинала 6 июня 2012.
21. 1 2 3 4  Kingsley-Jones, Max (1 сентября 1999). Commercial Aircraft Directory: Part 2. London: Flightglobal. Архивировано 23 мая 2013.
22. 1 2 3  World's second jet service. Flight: 659. 19 октября 1956. Архивировано 23 мая 2013.
23. ↑  I.C.A.O. at Caracas. Flight: 854. 29 июня 1956. Архивировано 23 мая 2013.
24. ↑  John Pike. Ilyushin Il-62 Classic. Globalsecurity.org. Дата обращения: 12 июля 2011. Архивировано 21 октября 2010 года.
25. ↑  Aeroflot Takes to the Skies with Russia's First Boeing 777 (Press release). Архивировано 28 мая 2023. Дата обращения: 8 октября 2023.
26. ↑  Aeroflot suspends Seattle-Moscow direct flights. American City Business Journals. 28 сентября 2005.
27. ↑  All SSJ100 in "Light" Specification to be Replaced by "Full" in the First Half of 2014 (Press release). Архивировано 2 апреля 2019. Дата обращения: 8 октября 2023.
28. ↑  All Light SSJ100 of Aeroflot Replaced with the Full Version (Press release). Архивировано 5 июля 2022. Дата обращения: 8 октября 2023.
29. ↑  Aeroflot Acquires more Superjets. Airliner World. March 2015.
30. ↑  More Superjets for Aeroflot. Airliner World (October 2016).
31. ↑  Aeroflot ultimately abandons Boeing 787 purchase plans. rusaviainsider. 26 ноября 2016. Архивировано 16 мая 2023. Дата обращения: 8 октября 2023.
32. ↑  McIntosh, Andrew (14 сентября 2017). Russian airline orders Boeing 777s, giving Everett's widebody factory a boost. American City Business Journals. Архивировано 18 сентября 2017. Дата обращения: 8 октября 2023.
33. ↑  Aeroflot board approves plans to purchase six new 777-300ER aircraft. centreforaviation.com. Дата обращения: 1 сентября 2017. Архивировано 1 сентября 2017 года.
34. ↑  "Аэрофлот" уточнил сроки получения дополнительных Boeing 777. ato.ru (сентябрь 2017). Дата обращения: 1 сентября 2017. Архивировано 1 сентября 2017 года.
35. ↑  Pruchnicka, Anna. Russia's Aeroflot orders 100 Sukhoi Superjets. Reuters (10 сентября 2018). Дата обращения: 8 октября 2023. Архивировано 16 мая 2023 года.
36. ↑  ES. Aeroflot starts phasing out its Airbus A330s (амер. англ.). Russian Aviation Insider (4 октября 2019). Дата обращения: 9 октября 2019. Архивировано 7 декабря 2019 года.
37. ↑  ES (28 февраля 2020). Aeroflot accepts its first A350-900 wide-body airliner. Russian Aviation Insider (англ.). Архивировано 29 февраля 2020. Дата обращения: 4 марта 2020.
38. ↑  Hepher, Tim; Cornwell, Alexander; Freed, Jamie. Hundreds of Russia plane leases to be axed after Western sanctions. Reuters (1 марта 2022). Дата обращения: 13 апреля 2022. Архивировано 13 апреля 2022 года.
39. ↑  ch-aviation.com — Aeroflot ends in-house SSJ100/95 operations Архивная копия от 30 января 2023 на Wayback Machine 30 June 2022